# 恩特林登广场

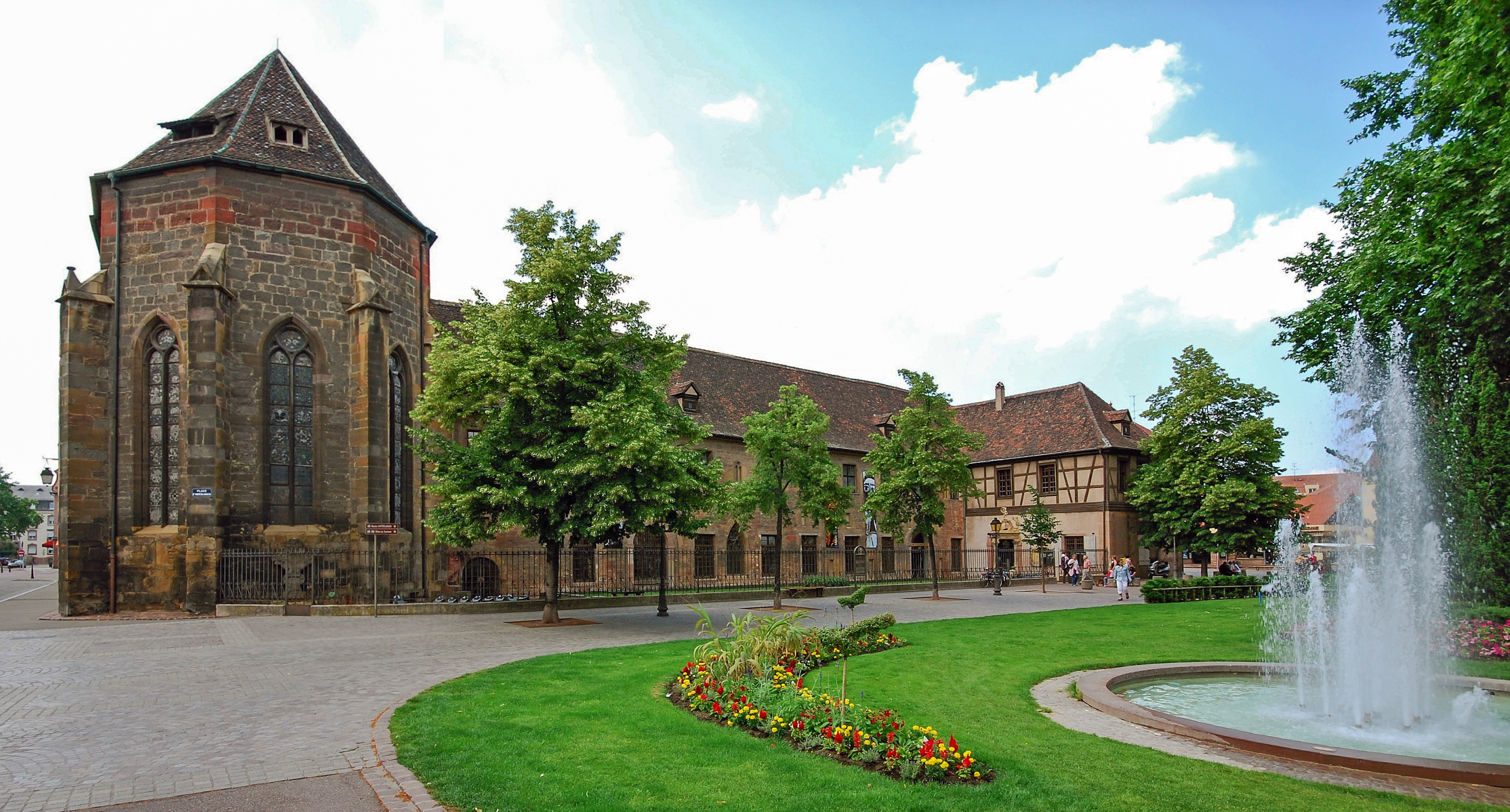

恩特林登广场（法語：Place des Unterlinden）是法国阿尔萨斯上莱茵省科尔马的一个公共广场，位于科尔马的中区。前往广场可经由克莱伯街（Rue Kléber）、城墙街（Rue du Rempart）、恩特林登街（rue des Unterlinden）、人头街（Rue des Têtes）、水街（rue de l'Eau）、辛恩滨河路（quai de la Sinn）、圣安纳路（cours Sainte-Anne）和抵抗烈士广场（Place des Martyrs-de-la-Résistance）。

## 名称
这个广场的名字来源于恩特林登博物館（原恩特林登修道院）。